# Kindermann
Kindermann ist ein deutscher Familienname.

## Namensträger
- Adolf Kindermann (1899–1974), deutscher Theologe und Bischof
- Adolph Diedrich Kindermann (1823–1892), deutscher Maler und Fotograf
- August Kindermann (1817–1891), deutscher Sänger (Bassbariton)
- Balthasar Kindermann (1636–1706), deutscher Dichter
- Barbara Kindermann (1955–2020), deutsche Verlegerin
- Carl Kindermann (Redakteur), deutscher Jurist und Publizist
- Carl Kindermann (Volkswirt) (1860–1938), deutscher Volkswirt und Hochschullehrer
- Conrad Kindermann (1842–1926), deutscher Fotograf
- Dominik Kindermann (1739–1817), deutsch-böhmischer Maler, Zeichner und Porträtist
- Eberhard Christian Kindermann (um 1715–??), deutscher Astronom und Mathematiker
- Edith Kindermann (* 1962), deutsche Rechtsanwältin und Notarin
- Ferdinand Kindermann (Gärtner) (1805–1865), deutscher Gärtner
- Ferdinand Kindermann (Konstrukteur), deutscher Motorenkonstrukteur
- Ferdinand Kindermann (Industrieller) (1848–1919), deutscher Unternehmer und Begründer von Waldsieversdorf
- Ferdinand Kindermann von Schulstein (1740–1801), deutscher Pädagoge und Geistlicher, Bischof von Leitmeritz
- Franz Kindermann (1842–1921), deutsch-böhmischer Politiker und Mediziner
- Franz Kindermann (Turner), deutscher Turner
- Georg Kindermann (Sänger) (1626–1692), auch: Georg Konrad Kindermann, bayerischer Kammmacher und Meistersinger
- Georg Kindermann (Maler) (1879–1946), deutscher Maler, Dekorationsmaler und Kunstprofessor
- Gottfried-Karl Kindermann (1926–2022), deutscher Politikwissenschaftler
- Günther Kindermann (* 1935), deutscher Gynäkologe und Geburtshelfer
- Hans Kindermann (Bildhauer) (1911–1997), deutscher Bildhauer und Hochschullehrer
- Hans Kindermann (Jurist) (1922–2018), deutscher Jurist und Fußballfunktionär
- Hans Gerhard Kindermann (1916–2004), deutscher Fabrikant
- Harald Kindermann (* 1949), deutscher Rechtswissenschaftler und Diplomat
- Hedwig Reicher-Kindermann (1853–1883), deutsche Opernsängerin (Sopran)
- Heinz Kindermann (Literaturwissenschaftler) (1894–1985), österreichischer Theater- und Literaturwissenschaftler
- Heinz Kindermann (Politiker) (* 1942), deutscher Politiker (SPD)
- Heinz Lukas-Kindermann (* 1939), österreichischer Regisseur und Intendant
- Helmo Kindermann (1924–2003), deutscher Schauspieler und Synchronsprecher
- Johann Erasmus Kindermann (1616–1655), deutscher Komponist
- Josef Kindermann (1798–1848), deutscher Grubenschmied und Bohrtechniker
- Joseph Karl Kindermann (1744–1801), österreichischer Geograph und Kartograph
- Karl Kindermann (1903–1983), deutscher Altphilologe, siehe auch Kindermann-Wolscht-Affäre
- Klemens Kindermann, deutscher Wirtschaftsjournalist und leitender Redakteur
- Lena Kindermann (* 1999), deutsche Volleyballspielerin
- Lydia Kindermann (1892–1953), Opernsängerin der Stimmlage Mezzosopran bzw. Alt
- Manfred Kindermann (* 1938), deutscher Volleyballspieler und -trainer
- Marian Kindermann (* 1986), deutscher Schauspieler
- Otto Kindermann (1843–1917), deutscher Gärtner
- Reinhard Kindermann (* 1960), deutscher Fußballspieler
- René Kindermann (* 1975), deutscher Journalist und Fernsehmoderator
- Stefan Kindermann (* 1959), österreichischer Schachspieler
- Udo Kindermann (* 1941), deutscher Mittellateiner
- Wilfried Kindermann (* 1940), deutscher Leichtathlet und Arzt
- Wolfgang Kindermann (* 1967), österreichischer Schriftsteller